# Marumba carstanjeni
Marumba carstanjeni är en fjärilsart som beskrevs av Otto Staudinger 1887. Marumba carstanjeni ingår i släktet Marumba och familjen svärmare. Inga underarter finns listade i Catalogue of Life.